# Stephen J. Anderson

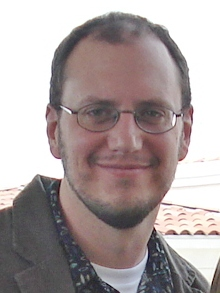
Stephen Anderson na estreia de Meet the Robinsons em 2007

Stephen J. Anderson é um diretor e dublador americano, mais conhecido pelo seu trabalho na Walt Disney Animation Studios.

## Filmografia

### Diretor
- Meet the Robinsons (2007)
- Winnie the Pooh (2011)

### Dublador
- Frozen (Kai)